# Cataenococcus taquarae
Cataenococcus taquarae är en insektsart som först beskrevs av Hempel 1912.  Cataenococcus taquarae ingår i släktet Cataenococcus och familjen ullsköldlöss. Inga underarter finns listade i Catalogue of Life.